# 대흥여객
대흥여객(大興旅客)은 전라남도 고흥군의 농어촌버스 회사이고, 본사는 전라남도 고흥군 금산면 거금중앙길 92에 있다. 주로 거금도 순환버스를 운행하고 있다.

## 연혁
- 1985년 2월 6일 : 회사 설립

## 보유 차량
그린시티와 NEW BS090으로 운행한다.